# Ompok canio
Ompok canio es una especie de peces de la familia Siluridae en el orden de los Siluriformes.

## Distribución geográfica
Se encuentra al noreste de Bengala.